# Доброславци
Добросла̀вци е село в Западна България, част от район „Нови Искър“ на Столична община, област София. Населението му е около 1000 души (2020).

## География
Доброславци е разположено на 547 метра надморска височина в североизточната част на Софийското поле, в южното подножие на Мала планина и на 15 километра северно от центъра на София. Площта на землището му е 19,02 квадратни километра, като то граничи със землищата на селата Житен и Балша на запад, Церецел и Кътина на север, Славовци и Мировяне на изток и с Мрамор на юг. Самото село се намира в средата на южната половина на землището, където се сливат реките Габровница и Уршако. През селото минава река Доброславска, която е образувана от две малки рекички – Балшанска и Габровница.

## История

### Фолклорна етимология
Местно предание свързва основаването на селото и етимологията на името му със заселването на дубровнишките търговци по нашите земи. Ако се приеме, че в „дубровнишката теория“ има известна доза истина, то следва, че Доброславци е основано в периода от края на XIII или началото на XV век. Основателят на селото, бил той дубровнишки търговец или някакъв местен болярин, е дал името на Доброславци (от Доброслав).
Според друга легенда, първоначално селото се наричало Пъшлево. През него минала циганка, която всички хора дарували. Тя се трогнала от голямото гостоприемство и казала: „Какви добри хора има в това село, а колко е лошо името му. Това село трябва да се нарече Добро село!", и после станало Доброславци.

### Археология
Намерените останки свидетелстват, че тук е кипял живот още от най-дълбока древност. Изгладените и обработени каменни оръдия на труда, открити в местността „Могилка“ (около 2 km северно от селото) са от времето на неолита (VI – IV хилядолетие пр.н.е.) и говорят за наличието на някакво селище. Каменните оръдия на труда могат да бъдат видени в етнографския музей, към Народно читалище „Пробуда-1921“ – Доброславци.
Древният историк Тукидид съобщава за три тракийски племена, които са обитавали земите на север от Витоша през II и I хилядолетие пр.н.е. Едно от тях били сердите, които основали Сердика (Средец, София) през VI век пр.н.е. Останки от културата на древните траки са били двете могили по пътя Доброславци – Кумарица, които са съществували до 1944 г. При Колективизацията са унищожени, без да бъдат проучени.
През I век пр.н.е. на Балканския полуостров нахлуват римляните. Те завладяват цяла Тракия, включително и Софийското поле. След дълга съпротива римляните успяват да претопят траките и елините.

### Османски период
Най-стари писмени документи за селото са османски протоколни регистри на софийските кадии от XVI – XIX век. В един от тях е поместен съдебен протокол за продажба на лозе с дата 11.08.1550 г. Краеведът – историк Вельо Велев намира друг, още по-стар документ от 1449 г.

### След Освобождението
По време на Студената война край селото е разположена Военновъздушна база, използвана за редовни тренировъчни полети на „МиГ-21“, а после и на „МиГ-23“.
На 31 август 2001 г. през селото преминава смерч, отнесени са покриви на къщи, десетки дървета са прекършени.
Военновъздушната база в Доброславци е закрита през 2003 година, а останалите след закриването ѝ около 300 хектара държавни терени не се използват в продължение на десетилетия. През 2009 г. правителството на Бойко Борисов обявява планове за изграждане върху тях от инвеститори от Близкия Изток на писта за „Формула 1“, но проектът не е реализиран. През 2023 година служебното правителство на Гълъб Донев планира използването на терените от Национална компания „Индустриални зони“ за създаването на промишлена зона, насочена към производствота на части и принадлежности за автомобили.

## Население
При преброяването от 2011 година селото 98,7% от отговорилите жители на селото се самоопределят етнически като българи. Традиционно основна религия е православието.

## Управление
Доброславци е кметство в район „Нови Искър“ на Столична община. На местните избори през октомври 2023 година за кмет е избран Росен Николов от националистическата партия „Възраждане“. Преди това в продължение на три мандата кмет е Светла Крумова, избирана като независим кандидат.
Селото е част от Двадесет и пети многомандатен избирателен район при парламентарни избори. На изборите през 2023 година най-много гласове получават ГЕРБ-СДС (30%), „Възраждане“ (19%) и „Продължаваме промяната – Демократична България“ (14%).

## Икономика
Земите са плодородни и благоприятни за отглеждане на царевица, слънчоглед, жито, и люцерна за фураж, но повечето площи се използват за пасища на крави и кози. Печурки и челядинки се събират от местното население. В селото растат много сливови дървета. Отглеждат се също кокошки и пчели.
Фабрика на фирмата „Биопрограма“, производител на билкови чайове, е най-големият бизнес в селото. Има складове на фабриката за майонеза „Краси“, които са основното депо за разпределение към София. За разпределение на продукция към гр. София в селото има складова база и на минерални води „Хисар от извор №7“. Има и база за производство на мебели на фирма „Неосет“.
Има също цех за производство на перилни препарати, цех за изработка на дограма. В селото виреят и лозя, които в малки количества могат да се забележат в повечето дворове.

## Инфраструктура
В селото има едно училище – общинското 179-о Основно училище „Васил Левски“, което е с над 120-годишна история. Има книга за училището, написана от Лука Гълъбов – бивш учител и директор на училището. Трудът му се съхранява в читалището на селото.
Селото има парк в центъра, до рекичката.
Сребристата водна кула на с. Доброславци се вижда от голяма дистанция. В селото има изграден открит басейн, захранван с минерална вода, който не се отдава под аренда от няколко десетки години. Селото има и футболно игрище, непосредствено до басейна и в близост до цитираната по-горе сребриста водна кула.
В селото има детска градина.
Селото се обслужва от 3 автобусни линии на общинския Център за градска мобилност. Автобус 28 свързва селото с град Нови Искър и повечето села в район „Нови Искър“. Автобус 29, идващ от Балша, преминава през Доброславци и Мироване и стига до автостанция „Илиянци“ в столицата. Автобус 30, който е най-използваният в селото, идва от Балша, минава през Доброславци, продължава към Мрамор и стига до квартал „Обеля“ и метростанция „Обеля“ в София. Линията се движи на 30 минути в делник, на 40 минути в предпразник и празник.

## Култура
Съборът на селото е на Архангелов ден, отбелязван по стар стил на 21 ноември.

## Известни личности
- Трайчо Доброславски (1903 – 1964) – политик от БКП